# 赵守攻
赵守攻（1912年—1979年），山西原平人，中华人民共和国政治人物。

## 生平
1932年，参加左翼作家联盟，1935年加入中国共产党，北京大学毕业后赴日本留学二1937年到延安中央党校学习，1938年，任八路军学兵大队教员，1940年初到武乡，任中共中央北方局宣传部干部教育科科长，北方局党校教员。为北方局党刊《党的生活》撰写了大量文章。1943年后，任太岳区党委宣传部长，太岳区经济局局长，新绛县县委书记等职。
中华人民共和国成立后，历任甘肃省委委员、宣传部长，中共新疆分局常委、宣传部长，国务院中国专家局副局长、局长、党组副书记、中国科学技术委员会委员。1958年8月－1965年2月，担任中华人民共和国国务院副秘书长。1960年至1965年1月，担任中国共产党国务院机关党组副书记。